# Ксенопонт (лунный кратер)
Кратер Ксенопонт (лат. Xenophon) — большой ударный кратер в южном полушарии обратной стороны Луны. Название присвоено в честь древнегреческого писателя, историка, полководца и политического деятеля Ксенофонта (427—355 до н.э.) и утверждено Международным астрономическим союзом в 1976 году. 

## Описание кратера

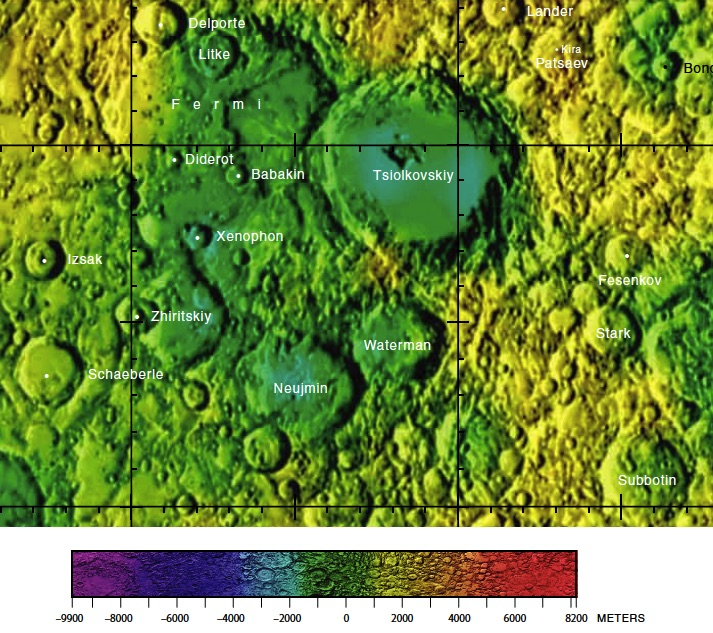
Окрестности кратера Ксенопонт. Фрагмент карты обратной стороны Луны

Кратер Ксенопонт лежит на южном участке вала огромного кратера Ферми. Другими ближайшими соседями кратера Ксенопонт являются кратер Ижак на западе; кратер Дидро на севере; кратер Бабакин на севере-северо-востоке; кратер Циолковский на востоке-северо-востоке; кратер Неуймин на юго-востоке и кратер Жирицкий на юго-западе. Селенографические координаты центра кратера 22°47′ ю. ш. 122°03′ в. д. / 22,79° ю. ш. 122,05° в. д., диаметр 25,5 км, глубина 1,9 км.
Кратер Ксенопонт имеет полигональную форму и существенно разрушен за время своего существования. Вал сглажен, в западной и северо-западной части перекрыт несколькими небольшими кратерами. Высота вала над окружающей местностью достигает 850 м, объём кратера составляет приблизительно 400 км³. Дно чаши кратера относительно ровное, без приметных структур.

## Сателлитные кратеры
Отсутствуют.

## См.также
- Список кратеров на Луне
- Лунный кратер
- Морфологический каталог кратеров Луны
- Планетная номенклатура
- Селенография
- Минералогия Луны
- Геология Луны
- Поздняя тяжёлая бомбардировка